# Keilberg (Spalt)
Keilberg (fränkisch: Kailbärch) ist ein Gemeindeteil der Stadt Spalt im Landkreis Roth (Mittelfranken, Bayern). Keilberg liegt in der Gemarkung Enderndorf am See.

## Geografie
Das Dorf liegt in einer Talmulde an einem rechten Zufluss des Gänsbachs, der etwas weiter südlich in den Igelsbachsee entwässert. Im Süden befindet sich der Schleißrücken (492 m ü. NHN), im Nordosten der Geißrücken und im Norden die Heid. Eine Gemeindeverbindungsstraße führt nach Spalt zur Staatsstraße 2223 (3,2 km nordöstlich) bzw. zu einer Gemeindeverbindungsstraße bei Fünfbronn zur (1,2 km nordwestlich).

## Geschichte
Der Ort wurde 1343 als „daz guet daz gelegen ist ze dem Keirberg“ erstmals urkundlich erwähnt. 1719 findet sich erstmals die heutige Form. Dem ursprünglichen Flurnamen liegt das mittelhochdeutsche Wort gehei (= Gehege) zugrunde. Ungeklärt bleibt der Wandel zu der heutigen Schreibweise.
Keilberg lag im Fraischbezirk vom ansbachischen Oberamt Gunzenhausen.
Gegen Ende des 18. Jahrhunderts gab es fünf Anwesen. Grundherr der fünf Gütlein war die Nürnberger Patrizierfamilie Harsdorf von Enderndorf. Von 1797 bis 1808 unterstand der Ort dem Justiz- und Kammeramt Gunzenhausen.
Im Rahmen des Gemeindeedikts wurde Keilberg dem 1808 gebildeten Steuerdistrikt Absberg und der 1811 gegründeten Ruralgemeinde Absberg zugeordnet. Mit dem Zweiten Gemeindeedikt (1818) erfolgte die Umgemeindung nach Enderndorf. Im Rahmen der Gebietsreform in Bayern wurde diese am 30. Juni 1972 aufgelöst und Keilberg nach Spalt eingegliedert.

### Baudenkmal
- Wegkapelle[12]

### Einwohnerentwicklung
| Jahr      | 001818 | 001840 | 001861 | 001871 | 001885 | 001900 | 001925 | 001950 | 001961 | 001970 | 001987 | 002018 |
| Einwohner | 36     | 24     | 31     | 22     | 27     | 33     | 32     | 29     | 24     | 24     | 32     | 50     |
| Häuser    | 6      | 5      |        |        | 5      | 5      | 5      | 5      | 5      |        | 10     |        |
| Quelle    | [ 14 ] | [ 15 ] | [ 16 ] | [ 17 ] | [ 18 ] | [ 19 ] | [ 20 ] | [ 21 ] | [ 22 ] | [ 23 ] | [ 24 ] | [ 1 ]  |

## Religion
Seit der Reformation ist der Ort gemischt konfessionell. Die Katholiken sind der Kirchengemeinde St. Ägidius (Hagsbronn) zugehörig, einer Filiale von St. Emmeram (Spalt). Die Protestanten waren ursprünglich nach St. Michael (Fünfbronn) gepfarrt, seit der zweiten Hälfte des 19. Jahrhunderts ist die Pfarrei Absberg zuständig.